# Emiliano Reggente
Emiliano Reggente (Roma, 23 maggio 1975) è un doppiatore italiano.
È figlio del doppiatore Diego Reggente.

## Doppiaggio

### Film
- Alan Cumming in Any Day Now
- Jonah Hill in Beach Bum - Una vita in fumo
- Fran Kranz in Il mistero del gatto trafitto
- Dax Shepard in La fontana dell'amore
- Fred Armisen in Zoolander 2
- Chuck Hittinger in Boogeyman 3
- Joseph Fiennes in Il Barone Rosso
- Richard Blake in Dragonball Evolution
- Masayoshi Haneda in Emperor
- Myles Horgan in Il vento che accarezza l'erba
- Michael J. Pagan in Forever Strong
- Illiassou Mahamadou Alzouma in 14 kilómetros
- Brandon Keener in Parto con mamma
- Joshua McGuire in Artemis Fowl
- Nic Romm in Vicky il vichingo
- Norman Baert in Ex Drummer
- Wen Zhang in Badges of Fury
- Si-won Choi in Dragon Blade - La battaglia degli imperi
- Robbie Magasiva in Quattro amici e un matrimonio
- Andrej Dojkić in The Match - La grande partita
- Lee Pace in The Fall
- George Georgiu in John Wick 4
- Ferit Aktug in Merve Kült
- Micah Stock in Maggie Moore(s) - Un omicidio di troppo
- Ali Alduwian in Naga
- Waleed Elgadi in Una sola possibilità

### Serie televisive
- Troy Garity in Boss, Ballers
- Joshua McGuire in Lovesick, The Gentlemen
- Gregory Montel in Chiami il mio agente!
- Nathan Fielder in The Curse
- Kevin Sussman in The Big Bang Theory
- Josh Meyers in That '70s Show
- Javier Collado in Amare per sempre
- Peter Benson ne I misteri di Aurora Teagarden
- Alexander Scheer in Carlos
- Jeff Wilbusch in Unorthodox
- Rubén Serrano ne Il segreto
- Isak Ferriz in Cuore ribelle
- Esteban Prol, Diego Olivera e Christian Sancho in Flor - Speciale come te
- Reynaldo Rossano in Miss XV - MAPS
- Costa Ronin in The Endgame - La regina delle rapine
- Garrison Michael Farquharson-Keener in Dr. Brain
- Cem Sürgit in Tradimento
- Isaac in The Orville
- Quique Mendoza in Cent'anni di solitudine

### Film d'animazione
- Azari in Next Avengers - Gli eroi di domani
- Hector in Cacciatori di draghi
- Yota in Una lettera per Momo
- Arthur Curry/Aquaman in DC League of Super-Pets
- Bruno in Rabbit School - I guardiani dell'uovo d'oro
- Dragosha ne La principessa e il drago

### Serie animate
- Thomas e Festavallo in Regular Show
- Diamante in Ben 10
- Elvis Cridlington in Sam il pompiere (serie del 2008)
- Nermal e Vito in The Garfield Show
- Nathan Evo in Lego Hero Factory: Breakout
- Carmelo Canaglia in Tiny Toons Looniversity
- Chad in Clarence
- Fred in Hareport - Leprotti in pista
- Scissor Kick Kid in DaGeDar
- Jamie James in Carl²
- Linus in My Giant Friend
- Joe Sventura in Eroi della città
- Cosmo in Due fantagenitori (ridoppiaggio st. 1-5), Due fantagenitori - Ancora più fanta e Due Fantagenitori! - Esprimi un desiderio
- Andy DeMayo e Kevin in Steven Universe
- Martin Kratt in Wild Kratts
- Stramboide in The Hollow
- Scab e Brutus in 44 gatti
- Oscar in Violet Evergarden
- Nishiki Nishio in Tokyo Ghoul[2] e Tokyo Ghoul √A
- Kōji Haruta in Toradora!
- Dolcetto Mask in One-Punch Man
- Novem in Death Parade
- Dom Patch in Bobobo-bo Bo-bobo
- Anti-Cosmo in Due fantagenitori (ridoppiaggio st. 1-5)
- Sarchin in Mobile Suit Z Gundam
- Milton (Michiru Nishikiori) in Karin piccola dea
- Mochiue in Alice Academy
- Gatto nero in Chi - Casa dolce casa
- Bickslow in Fairy Tail (2^voce)
- Yōta in Una lettera per Momo
- Hayate Gekko in Naruto Shippuden
- Masaki Meguro in Kengan Ashura
- Kazuma Aohara in High-Rise Invasion
- Leorio Paladiknight in Hunter × Hunter[3] (2011)
- Barestar in Übel Blatt
- Eren Kruger in L'attacco dei giganti
- Mim-Mim in Kate e Mim-Mim
- Gatto in Pinocchio and Friends
- Eric in Carol e la fine del mondo
- Ahn Sangmin in Solo Leveling
- Fumè in Grisù
- Sean in Secret Level